# Petros Michopulos
Petros Michopulos je moderátor a někdejší politický marketér. Jeho propagační agentura MPL připravovala České straně sociálně demokratické (ČSSD, později SOCDEM) kampaň pro volby do Poslanecké sněmovny Parlamentu České republiky konané v roce 1998. Na přelomu 20. a 21. století působil ve funkci poradce Egona Lánského, vicepremiéra ve vládě Miloše Zemana. Od dubna 2021 připravuje spolu s politickým komentátorem Bohumilem Pečinkou podcast pojmenovaný „Kecy & politika“, jenž v roce 2022 vyšel rovněž v tištěné podobě ve formě knihy.